# Stenodynerus chitgarensis
Stenodynerus chitgarensis är en stekelart som beskrevs av Giordani Soika 1970. Stenodynerus chitgarensis ingår i släktet smalgetingar, och familjen Eumenidae. Inga underarter finns listade i Catalogue of Life.